# 西梅李
西梅李（英語：prune plum）是欧洲李原亚种（學名：Prunus domestica subsp. domestica）的俗称，也叫西洋李、西洋枣、黑枣、加州黑枣、加州梅、意大利梅（英語：Italian prune plum）、德国梅（英語：German prune）、蓝李（英語：blue plum）、大马士革李（英語：Damask plum）。
西梅李的果实一般为卵形，也有圆形品种（如）；肉核易分离（离核型），适合鲜食或做成西梅乾。

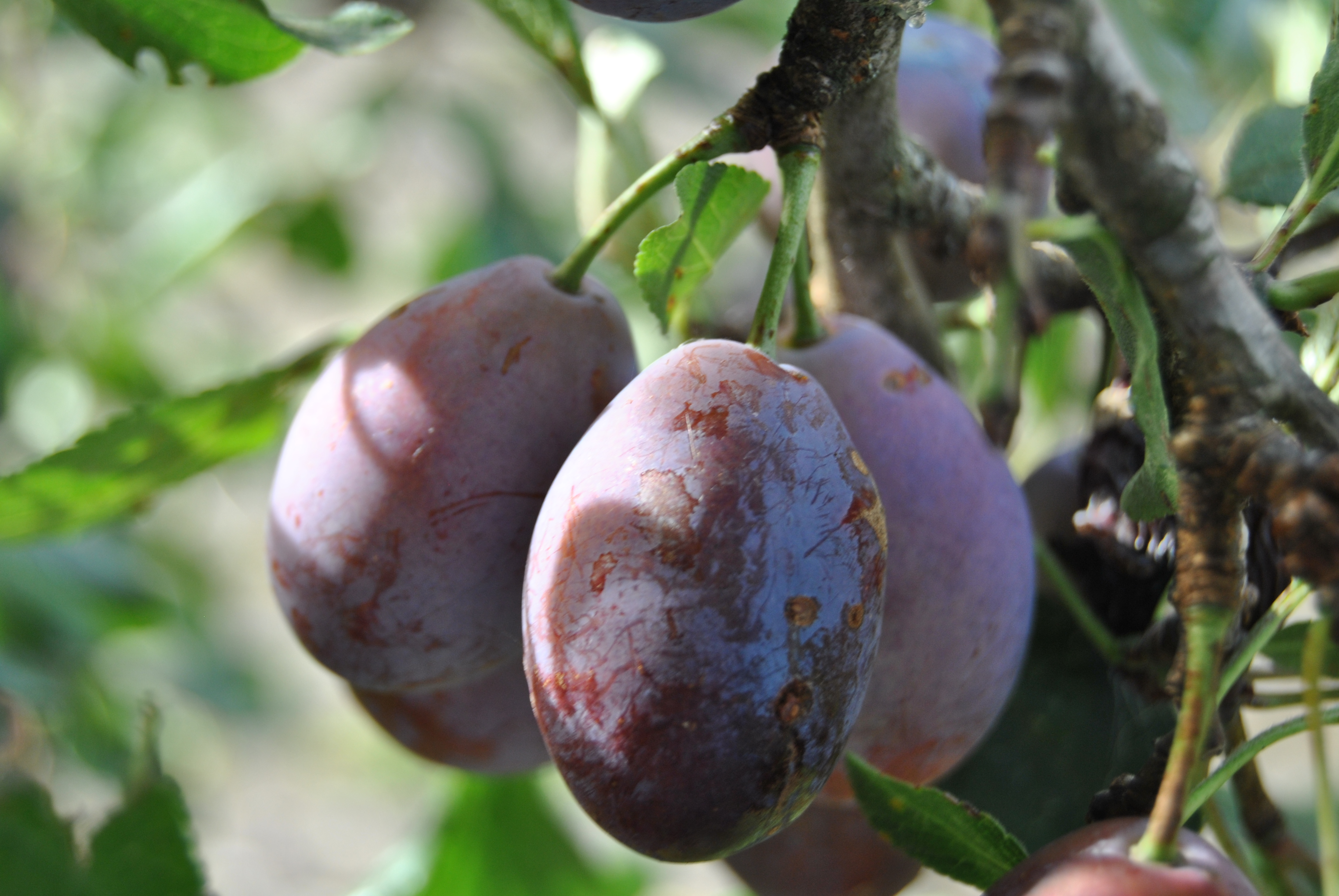
法国的西梅李
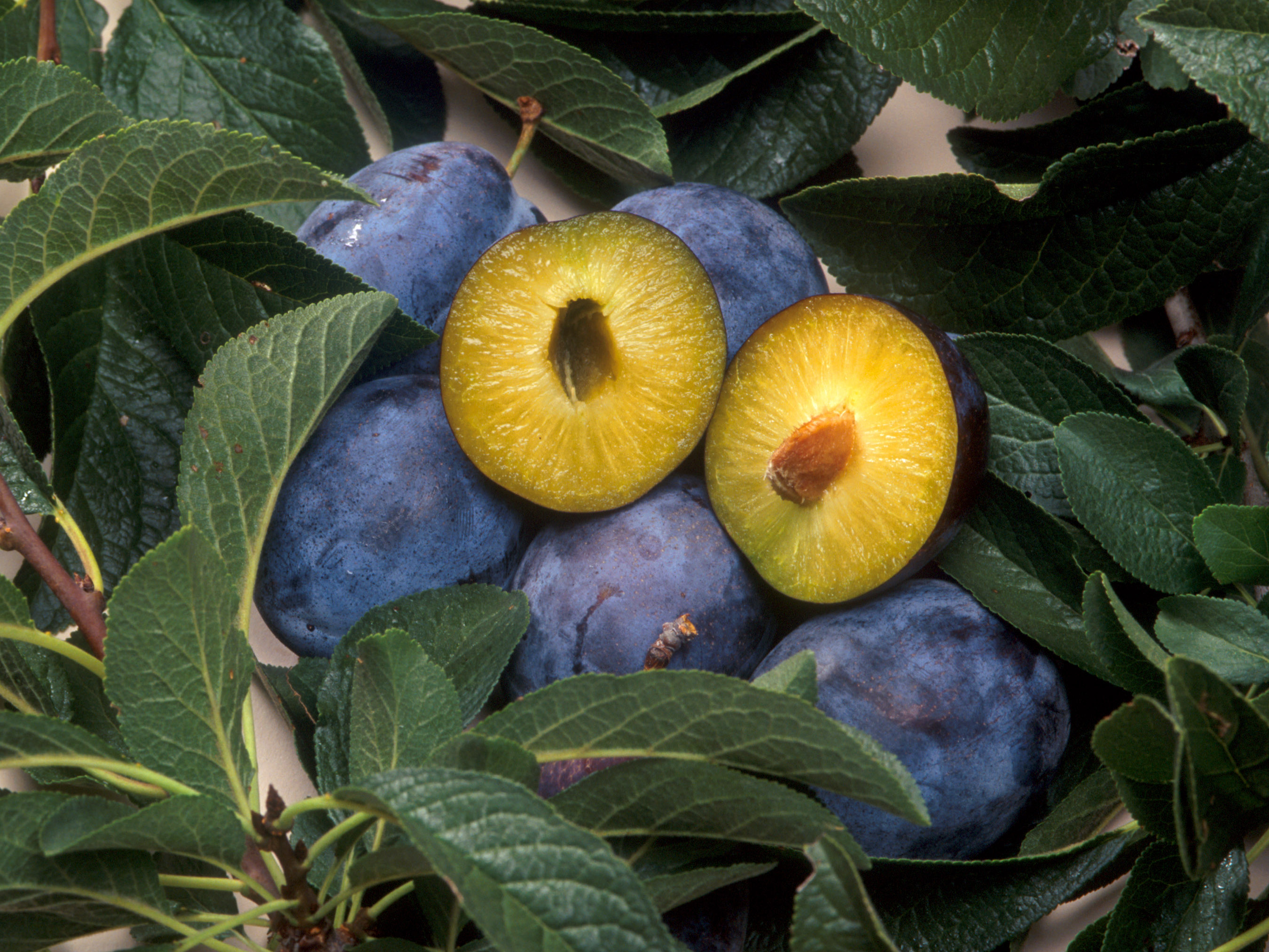
转基因西梅李C5
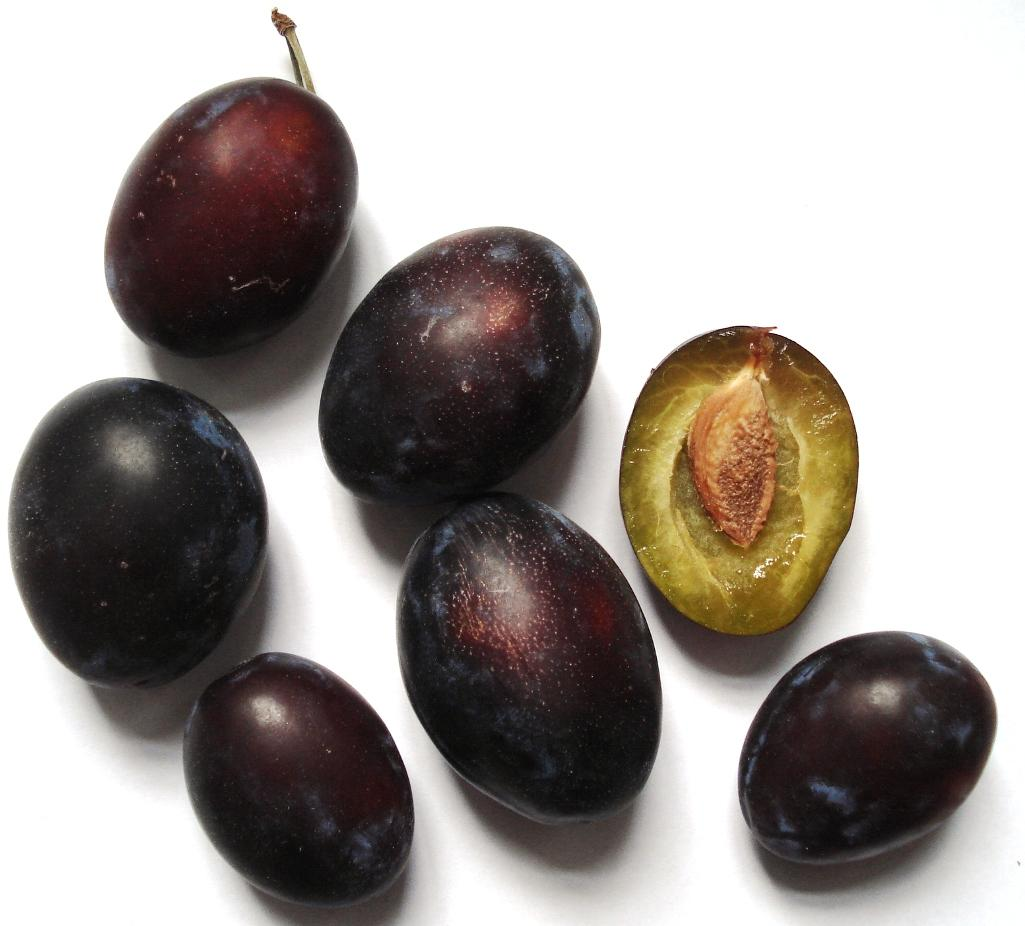
德国的西梅李
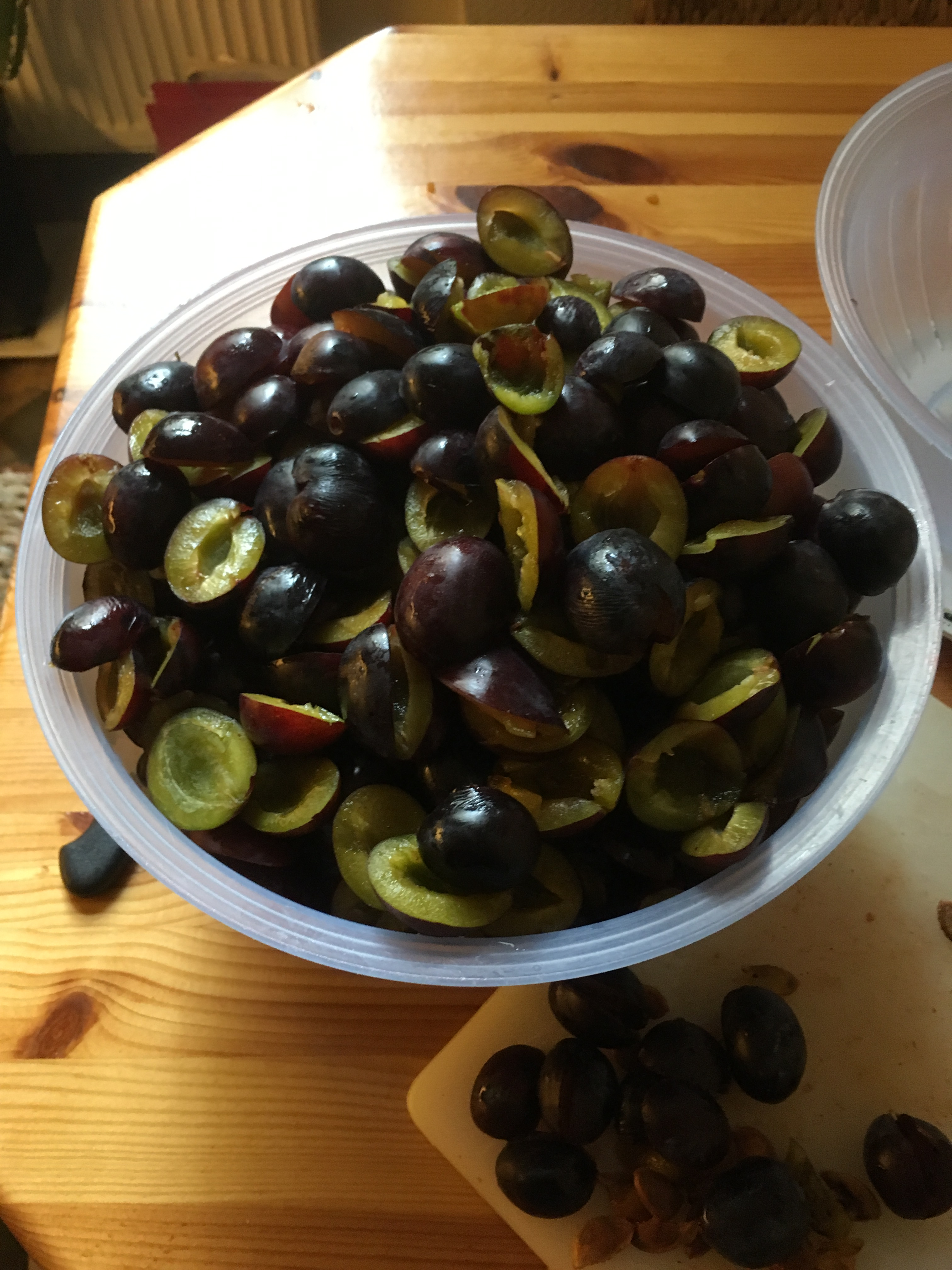
切开的西梅李
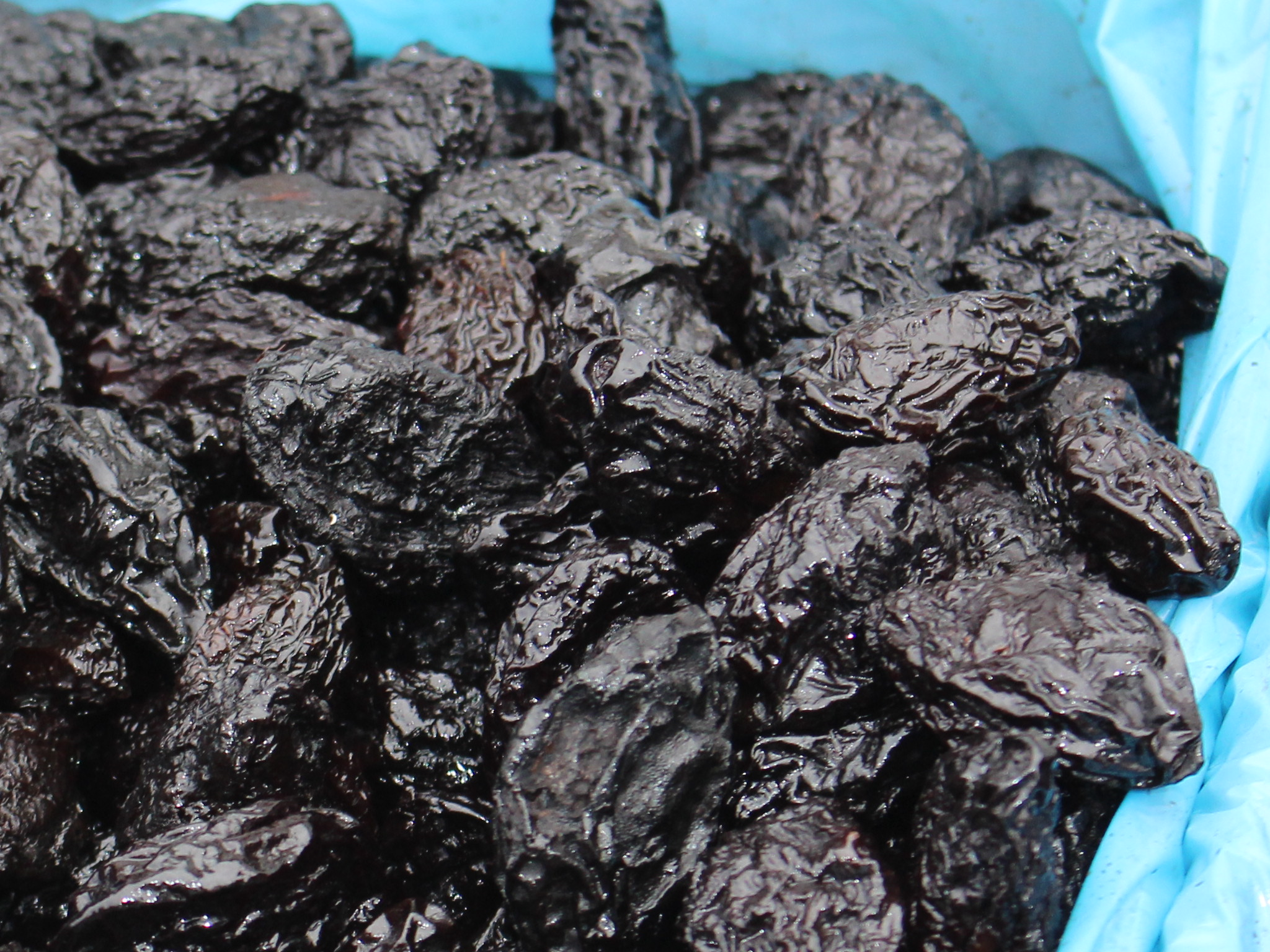
西梅干